# Carolina Coto Segnini
Carolina Coto Segnini là một người mẫu và diễn viên người Costa Rica. Bà đã xuất hiện trên trang bìa của các tạp chí như Tạp chí Sức khỏe & Thể hình, Runners World, Revista Ejercermo y Salud và SoHo. Ngoài ra, bà còn xuất hiện trong các chiến dịch của Clairol, Nike và Adidas. Bà đại diện cho đất nước của mình là Hoa hậu Sắc đẹp Toàn cầu 2009, được tổ chức tại Trung Quốc.

## Tuổi thơ
Bà sinh ra ở San Jose, Costa Rica. Bà là con gái của nhà báo người Costa Rica Giannina Segnini, người Ý/Liban. Cha bà là người Tây Ban Nha/Costa Rica. Bà là cựu sinh viên của Đại học Latin ở Costa Rica và Trường Kinh tế và Khoa học Chính trị Luân Đôn. Carolina đã luyện tập thể dục dụng cụ Olympic và cổ vũ cạnh tranh trong suốt thời thơ ấu của cô. bà bắt đầu sự nghiệp người mẫu từ năm 12 tuổi.
Bà là thành viên của đội điền kinh và taekwondo trong những ngày đi học khi sống ở Cambridge. bà đã tập luyện quyền anh trong 12 năm.

## Sự nghiệp
Năm 2006, Carolina Coto đã được chọn vào top 7 cho Miss Reef International. Bà đại diện cho Costa Rica trong cuộc thi sắc đẹp quốc tế Miss Global Beauty Queen 2009, được tổ chức tại Trung Quốc , nơi bà cũng đã giành được giải thưởng Miss Bikini. Bà nằm trong top 10 thí sinh dự thi Hoa hậu Thế giới Costa Rica năm 2009. bà tham gia Elite Model Management năm 2009.
Carolina Coto đã làm việc cho các nhà thiết kế như Nicaki, Emilia Wickstead, Luli Fama và Nicole Miller. Bà đã ra mắt trong Tuần lễ thời trang bơi lội của Mercedes-Benz vào tháng 7 năm 2010. Bà đi bộ cho các nhà thiết kế như Đồ bơi Dorit tại Tuần lễ thời trang Mercedes-Benz năm 2011 và 2012.
Bà đã làm việc cho các khách hàng như Avon Products, Hermès, Woods, 2XU và Mango (quần áo) và xuất hiện trong các chiến dịch quảng cáo của Clairol, Nike và Adidas.
Carolina đã thực hiện trang bìa của SoHo (tạp chí) cuối cùng ở Costa Rica vào năm 2013 để kỷ niệm môi trường, với tư cách là "vấn đề xanh", bà đã xuất hiện trong trang bìa trước đó vào năm 2009. Tại London UK, Carolina đã làm chiến dịch cho Stella Artois và Water.org. Bà cũng đã xuất hiện trên Self (tạp chí) và Women Runners. Vào tháng 6 năm 2014, bà xuất hiện trong trang bìa của Runners World Brazil. Vào tháng 12 năm 2014, bà đã vận động cho Nike, Inc. và Adidas ở Châu Âu, được thấy ở Anh, Thụy Sĩ, Tây Ban Nha, Pháp, Ý và Đức. Carolina đã được đặc trưng trong trang bìa của Tạp chí Sức khỏe & Thể hình ở Anh trong năm lần vào năm 2015 và 2016.
Bà cũng đóng vai chính của một võ sĩ năm 2017, video quảng cáo I Am của thương hiệu đồ thể thao võ thuật, Kimurawear. Sản phẩm đó đã giành được một số giải thưởng là phim thương mại hay nhất, trong số các giải thưởng bao gồm: Liên hoan phim độc lập Los Angeles, Liên hoan phim Paris Play, Liên hoan phim chuyển động quốc tế Hollywood, Giải thưởng phim Oniros, trong số những giải thưởng khác.
Bà là một Đại sứ Thương hiệu cho Sức khỏe Sống động. Carolina Coto xuất hiện trong quảng cáo truyền hình cho Zudy Software với ngôi sao Super Bowl Julian Edelman và Simon's Army trong The X Factor.
Vào tháng 6 năm 2018, bà đóng vai chính của một bà mẹ trẻ trong video âm nhạc No es Justo của J Balvin, đạo diễn Daniel Duran.
Coto đã làm việc với các cơ quan như CGM Model - Miami, Wilhelmina Model - Chicago, Model Club - Boston, Heffner Model Management - Seattle, W Model Management - London, - Mexico và State Model Management - Thành phố New York.

### Cuộc thi
| Năm  | Tiêu đề                     | Trạng thái         |
| ---- | --------------------------- | ------------------ |
| 2007 | Hoa hậu quốc tế             | Top 7              |
| 2009 | Hoa hậu Thế giới Costa Rica | Tôp 10             |
| 2009 | Hoa hậu sắc đẹp toàn cầu    | Hoa hậu mặc bikini |

### Video âm nhạc
| Năm  | Album        | Nghệ sĩ                     | Nhãn                 |
| ---- | ------------ | --------------------------- | -------------------- |
| 2018 | Rung (album) | J Balvin                    | Tiếng Latin phổ quát |
| 2011 | Do Thái giáo | Amrinder Gill, Tiến sĩ Zeus | Hồ sơ tốc độ         |

### Quảng cáo
| Công ty          | Năm  | Thúc đẩy                                  | Khu vực    | Ref.   |
| ---------------- | ---- | ----------------------------------------- | ---------- | ------ |
| Viễn thông Kolbi | 2013 | Dịch vụ viễn thông Kolbi                  | Costa Rica | [ 16 ] |
| Clairol          | 2018 | Clairol Nice n 'Dễ dàng                   | Hoa Kỳ     | [ 17 ] |
| Clairol          | 2018 | Clairol Nice n'Easy (kiểm soát thiệt hại) | Hoa Kỳ     | [ 18 ] |
| Phần mềm Zudy    | 2017 | Phần mềm                                  | Hoa Kỳ     | [ 19 ] |
| KimuraWear       | 2017 | Thiết bị võ thuật                         | Hoa Kỳ     | [ 20 ] |
| Nike             | 2014 | Thời trang & Thể thao                     | Châu Âu    | [ 21 ] |
| Giày của Clark   | 2016 | Thời trang                                | Hoa Kỳ     | [ 22 ] |

## Công việc khác
Bà được Hiệp hội Internet chọn làm ứng cử viên để tham dự LACIGF (Diễn đàn quản trị Internet châu Mỹ Latinh và Caribbean) ở Bogota, Colombia. Bà cũng từng là phó chủ tịch của Hiệp hội Internet - Chương New York (ISOC-NY).
Coto là đồng sáng lập của một công ty có tên Ecomercado, chuyên cung cấp các sản phẩm hữu cơ ở Costa Rica.